# ISO 15118

プラグアンドチャージ ロゴ (2022)

ISO 15118とは、電気自動車とグリッド（系統）の間の通信規格である。
グリッドには充電器のほかにV2G（Vehicle-to-Grid）も含まれる。
この通信により、プラグ＆チャージ機能や、電気自動車をバッテリー代わりとしたスマートグリッドが実現できる。

## 概要
ISO 15118は、国際電気標準会議（IEC）の電気自動車および電気産業用トラックに関する規格群の1つであり、IEC Technical Committee 69 (TC69)のJoint Working Group 1 (JWG1 V2G) と自動車に関する国際標準化機構（ISO）のTechnical Committee 22 (TC22）のsubcommittee 31 (SC31)が共同で担当する。
ISOとIECは2010年に標準の協力を開始し、プラグ＆チャージセクションが2014年にリリースされた。2018年まで標準の生産的な実装がなかった。

### 変遷
- IEC 61851  国際標準規格のIEC61851は充電ケーブルのControl Pilot (CP) ライン上のPWM信号を使用した、ハードウェアによる基本充電通信の規格であり、電流量制御、異常検知などの安全機能を持つ。ISO 15118の通信の際（High Level Communication,HLC）にはPWMのデューティー比は5%に固定される一方、抵抗値に基づく異常検知などはHLC時にも継続して行われる。
- DIN 70121  DIN 70121はISO 15118-2の前身となる標準規格で、外部認証方式（EIM）を使用したDC電圧による充電のみを規定する。
- ISO 15118-2  ISO 15118-2は、電気自動車（EV）と充電ステーション（EVSE）の間の、AC/DC電圧による充電を規定している。充電プロセスは、充電ステーションでの外部認証方式（EIM）か、TLSで暗号化された接続（PnC）による自動認証を使用して開始される。
- ISO 15118-3  ISO 15118-3は、電気自動車（EV）と充電ステーション（EVSE）の通信の、物理レイヤーとデータリンクレイヤーを規定する。
- ISO 15118-20  ISO 15118-20は、ISO 15118-2の後継となる標準規格である。ここでは、AC/DC電圧による充電、無線電力伝送（WPT）、自動接続デバイスパンタグラフ充電（ACDP）、双方向給電（BPT）がサポートされた。充電プロセスは常にTLS 1.3で暗号化され、充電ステーションでの外部認証方式（EIM）か、TLSで暗号化された接続（PnC）による自動認証を使用して開始できる。[9]時間制、従量制、定額制、駐車料金など料金プランをかなり細かに設定可能である。余っている送電能力を別の車両に使ったり残量の少ない車両に優先的に供給したりする能力もありインフラの有効活用が期待できる。[10]

## プラグ＆チャージ
ISO 15118で想定されている便利で安全なプラグ＆チャージ機能により、利用者は充電コネクタを電気自動車で差し込むだけで充電できるようになる。
電気自動車は自動的に識別し、ドライバーに代わって充電スタンドと認証し、充電が自動で開始される。
これは、自動車と充電器が、支払いを容易にするために事前に提供された証明書を交換することで行われる。2021年11月にオープンテストシステムが開始された。提案された標準は、電気自動車の有線（ACおよびDC充電）とワイヤレス充電の両方に使用できる。
2021年に発売された電気自動車では、ポルシェ・タイカン、メルセデス・ベンツ・EQS、 ルシード・エア、およびフォード・マスタング Mach-Eがプラグアンドチャージ標準をサポートする。 2024年モデルでは、BMW i4、i5、i7、iX、、ヒョンデ・アイオニック6がサポートした。
フォルクスワーゲン・ID.4を含め、標準をサポートするためにアップデートできるかもしれない。一部の車ではハードウェアの更新が必要になる。
2012年以降のすべてのテスラ車両（2014年にISO 15118-2のリリース前）には、独自実装のプラグ＆チャージ機能がある。 Pauaによって開発されたものなど、他にも独自実装が存在する。
テスラに加えて、DIN Spec 70121（Combined Charging System - CCS）に基づく「オートチャージ」を含むプラグ＆チャージの代替品が存在する。この方法では車の固定MACアドレスを使用するが容易に偽装可能でセキュアではない。フォルクスワーゲングループのような企業の車は固定MACアドレスを持たず、オートチャージを使用できない。

## 対応状況
SAE J1772 ,CCS
SAE J1772とCombined Charging SystemはISO 15118をサポートする。Control PilotにPLC信号を重畳する。
NACS
NACSもまたDIN 70121およびISO 15118プロトコルをサポートする。元々NACS、テスラ車はアダプタを付けることでSAE J1772を使用できるだけの互換性が確保されている。
CHAdeMO
CHAdeMOは車両・充電スタンド間の通信にCANバスを使用していて、HomePlug Green PHYとは互換性がない。
2023年度に、CHAdeMO 2.0系ではWi-Fiを使用することでISO15118-20に対応することが合意された。
ChaoJiは2線式イーサネットを使用する予定。
GB/T
GB/TもCHAdeMO同様CANバスを使用していて、ISO 15118とは互換性がない。

## 実装
ISO/IEC 15118の物理層とデータリンク層の要件は、ISO/IEC 15118-3で規定されている。

### 物理層

#### 有線
有線ではHomePlug Green PHY(HomePlug GP)を使用する。これは本来電力線通信用プロトコルだが、通信にはSAE J1772で規定されているControl Pilot信号線を使用し、AC電力線には手を付けない。
| パラメータ           | HomePlug GP          |
| -------------------- | -------------------- |
| 周波数               | 2〜30MHz             |
| 変調方式             | OFDM                 |
| サブキャリア数       | 1155                 |
| サブキャリア間隔     | 24.414 kHz           |
| サブキャリア変調方式 | QPSK                 |
| Data FEC             | Turbo code: Rate 1/2 |
| データレート         | ROBO:4〜10Mbps       |

#### 無線
IEEE 802.11nを使用する。これによりワイヤレス充電、パンタグラフもサポートする。ISO 15118-8で規定される。

### データリンク層、ネットワーク層
データリンク層にIEEE 802.3 MAC、ネットワーク層にIPv6を使用する。

### トランスポート層
ISO15118-20では、プラグアンドチャージの使用に関わらずTLS 1.3の使用が必須となっている。通信は暗号化される。

### セッション層
V2GTP（Vehicle to Grid Transfer Protocol）を使用する。

### プレゼンテーション層
EXI（Efficient XML Interchange）を使用する。

### アプリケーション層
Open Charge Point Protocol  2.0.1がISO 15118-2を、v2.1がISO 15118-20をサポートする。

## セキュリティ
双方向でより複雑な情報のやり取りが可能になったことで、セキュリティリスクが問題となるようになった。
最悪、自動車内のECUに侵入され車両の安全性が脅かされることさえ考えられる。
これからの充電スタンドや電気自動車は常にソフトウェアをアップデートし脆弱性に備える必要がある。

## 標準ドキュメント
ISO 15118は、別の標準ドキュメントで詳述されている次の部分で構成される:
- ISO 15118-1: General information and use-case definition[1]
- ISO 15118-2: Network and application protocol requirements[34]
- ISO 15118-3: Physical and data link layer requirements[35]
- ISO 15118-4: Network and application protocol conformance test[34]
- ISO 15118-5: Physical and data link layer conformance test[36]
- ISO/DIS 15118-6: General information and use-case definition for wireless communication (out of commission, merged with 2nd edition of ISO 15118-1)
- ISO/CD 15118-7: Network and application protocol requirements for wireless communication (out of commission, moved to ISO/DIS 15118–20)
- ISO 15118-8: Physical layer and data link layer requirements for wireless communication[37]
- ISO 15118-10: Physical layer and data link layer requirements for single-pair Ethernet[38]
- ISO 15118-20: 2nd generation network and application protocol requirements[39]

## 重量車でのISO 15118の使用
ISO 15118は、重量車の充電のための通信プロトコルとしても使用される。
- 港湾自動誘導車両 [40]
- 公共交通 [41]